# Свята криниця (пам'ятка природи, с. Старий Биків)
Свята криниця — гідрологічна пам'ятка природи місцевого значення в Україні. Розташована у селі Старий Биків Новобасанської громади Ніжинського району Чернігівської області.
Площа — 0,1 га. Статус присвоєно згідно з рішенням Чернігівської обласної ради від 14.05.1999 року. Перебуває у віданні Новобиківської селищної ради (правонаступник - Новобасанська сільська громада). 
Охороняється місце виходу на поверхню підземної питної води, яка відзначається лікувальними властивостями.